# Andromáchi (Piérie)
Andromáchi, en grec moderne : Ανδρομάχη, est un village du dème de Kateríni, de Macédoine-Centrale en Grèce.
Selon le recensement de 2011, la population du village s'élève à 1 061 habitants.